# Sobradillo
Sobradillo település Spanyolországban, Salamanca tartományban. Sobradillo Hinojosa de Duero, Lumbrales, La Redonda, Ahigal de los Aceiteros és Figueira de Castelo Rodrigo községekkel határos. Lakosainak száma 173 fő (2024).

## Népesség
A település népessége az elmúlt években az alábbi módon változott:
| Lakosok száma | 368  | 333  | 297  | 284  | 266  | 258  | 234  | 219  | 193  | 173  |
|               | 2001 | 2004 | 2007 | 2009 | 2012 | 2014 | 2017 | 2019 | 2022 | 2024 |